# Елевферополь
Елевферополь (др.-греч. Ἐλευθερόπολις — «свободный город»; Бейт-Гуврин или Бет-Губрин) — греческое название древнеримского города в Израиле (современный южный Израиль). Еврейское название — Бейт Гуврин. Расположен на дороге между Иерусалимом и Газой (в 53 километрах к юго-западу от Иерусалима) около современного посёлка Бейт Гуврин (ивр. בית  גוברין ‎), а до 1948 года арабской деревни Бейт-Джибрин (араб. بيت جبرين‎). Включён в территорию национального парка Бейт-Гурвин-Мареша.
Основное значение древнего города заключалось в контроле над главной дорогой, ведущей из Иерусалима к морю. В римские времена Елевферополь получил статус города свободных граждан. В римско-византийский период здесь жила также большая еврейская община, в том числе известные философы и законоучители эпохи Мишны и Талмуда. Елевферополь приобрел своё значение после падения более древнего города Мореша примерно к началу римской эпохи в Израиле и был главным городом округа (Onom. p. 262 Lebna).
В Елевферополе был убит епископ Дамаска, Анания, который в своё время крестил апостола Павла (Деян. 9:10-18). Правитель города Лукиан повелел народу взять Ананию, вывести его из города и побить камнями, отчего он и скончался мученической смертью. Также в Елевферполе епископствовал апостол от 70-ти Варсава, упоминаемый в Деяниях святых апостолов (Деян. 1:23—26), где он был претендентом на место отпавшего Иуды Искариота вместе с апостолом Матфием. Там же апостол принял мученическую кончину.
Туристическая энциклопедия так пишет о Елевферополе: «Расположенный на высоком холме, город был одним из крупнейших административных центров римского периода. Раскопками обнаружено немало домов этого времени, многие из них — с мозаичными панно (теперь хранятся в Национальном музее Израиля). Часть руин относятся к эпохе крестоносцев. Рядом с руинами находится гряда холмов с многочисленными пещерами, вероятно, бывшими каменоломнями филистимлян».
В первые века христианства город был центром епархии Элевтерполиса Палестинского, которая входила в Цезарийскую митрополию Антиохийского патриархата.

## Персоналии
- Епифаний Кипрский, епископ Саламина, родился в окрестностях Елевферополя.